# Le Chat et la Souris
Le Chat et la Souris és una pel·lícula policíaca francesa dirigida per Claude Lelouch i estrenada el 1975.

## Argument
Els inspectors Lechat (Serge Reggiani) i Chemin (Philippe Léotard) mantenen una amistat i una complicitat en el transcurs del seu treball de policia portat d'una manera prou passada de moda i sense esperit. Lechat és considerat pels seus caps com «una estrella» de la policia, molt eficaç, i aquests tanquen els ulls sobre els seus mètodes poc reglamentaris i sobre els suplements d'ingressos que rep.
M. Richard (Jean-Pierre Aumont), home de negocis i promotor immobiliari a París, és casat però té una amant, una actriu de cinema pornogràfic (Valérie Lagrange). Està enamorat d'aquesta actriu a qui omple de regals. La Sra. Richard (Michèle Morgan) el posa en guàrdia contra els seus excessos, però la tolerància es trenca quan expressa el desig de divorciar-se. L'esposa alimenta llavors envers el seu marit un desig d'homicidi que no realitza. El promotor torna a casa seva, de resultes d'una trucada telefònica informant-lo que la seva esposa es troba malalta. Se’l troba mort al seu despatx, però la mort podria ser deguda a un suïcidi. Lechat i Chemin, dos inspectors, porten la investigació. Quadres de gran valor han desaparegut, la tesi de l'homicidi preval. La minyona era present a la casa en el moment de l'esdeveniment, però no ha vist res. La Sra. Richard havia sortit amb el xofer i es trobava en un cinema en el moment de l'homicidi. Hom s'assabenta que troba un amant en les seves sortides. Lechat sospita de la Sra. Richard, quan comprova, trobant l'assegurador dels quadres, que la vídua rebrà una assegurança de 800 milions de francs. Desgraciadament la seva coartada té base, ja que la distància entre el cinema i la residència dels Richard és massa gran perquè l'esposa hagi pogut cometre l'homicidi i tornar-hi. Lechat busca la falla en la coartada de l'esposa.

## Repartiment
- Serge Reggiani: el comissari Lechat
- Michèle Morgan: Sra. Richard
- Philippe Léotard: Pierre Chemin
- Jean-Pierre Aumont: Jean-Pierre Richard
- Arlette Emmery: Rose
- Jean Mermet: Antoin
- Valérie Lagrange: Manuelle
- Christine Laurent: Christine Lechat
- Anne Libert: Anne Durieux
- Michel Peyrelon: M. Germain
- El gos Samy: Sam (no surt als crèdits)
- Yves Afonso: Alfonso, àlias William Dobb
- Jacques François: prefecte
- Philippe Labro: Henri Lacombe
- Harry Walter: el comissari
- Vernon Dobtcheff: el còmplice de Germain
- Erik Colin: Robert
- Gérard Dournel: el superior de Lechat
- Judith Magre: l'actriu de la pel·lícula "La dame au petit chien"
- Jack Berard: el polícia de balística
- Gérard Lemaire: Fiton, el falsificador de moneda
- Roland Neunreuther: l'especialista
- Maurice Gottesman: un polícia

## Premis
- Gran Premi de l'Académie française